# Americium
Americium är ett syntetiskt radioaktivt grundämne med symbolen Am och atomnummer 95. Det är en transuransk medlem av aktinidserien i det periodiska systemet som ligger under lantanidelementet europium och därmed analogt namngavs efter Amerika.
Americium producerades först 1944 av Glenn T. Seaborgs grupp från Berkeley, Kalifornien, vid Metallurgical Laboratory vid University of Chicago, som en del av Manhattanprojektet. Även om det är det tredje elementet i den transuranska serien, upptäcktes det som det fjärde, efter det tyngre curium. Upptäckten hölls hemlig och släpptes först till allmänheten i november 1945. Americium produceras till största delen genom att uran eller plutonium bombarderas med neutroner i kärnreaktorer – ett ton använt kärnbränsle innehåller cirka 100 gram americium. Det används ofta i kommersiella rökdetektorers joniseringskammare, liksom i neutronkällor och industriella mätinstrument. Flera ovanliga tillämpningar, såsom radioisotopgeneratorer eller bränsle för rymdfarkoster med kärnenergiframdrivning, har föreslagits för isotopen 242mAm, men de hindras ännu av bristen och det höga priset på denna kärnisomer.

## Egenskaper
De vanligaste isotoperna av Americium är 241Am och 243Am. I kemiska föreningar antar americium vanligtvis oxidationstillståndet +3, särskilt i lösningar. Flera andra oxidationstillstånd är kända, allt från +2 till +7, och kan identifieras med deras karakteristiska optiska absorptionsspektra. Kristallgitteret av fast americium och dess föreningar innehåller små inneboende radiogena defekter på grund av metamiktisering inducerad genom självbestrålning med alfapartiklar, som ackumuleras med tiden. Detta kan orsaka en drift av vissa materialegenskaper över tid, mer märkbar i äldre prover.
Americium är ett mycket radioaktivt grundämne. När det är nyberett har det en silvervit metallisk glans, men smälter sedan långsamt i luften. Med en densitet av 12 g/cm3 är americium mindre tätt än både curium (13,52 g/cm3) och plutonium (19,8 g/cm3), men har en högre densitet än europium (5,264 g/cm3) - främst på grund av dess högre atommassa. Americium är relativt mjukt och lätt deformerbart och har en signifikant lägre bulkmodul än aktiniderna före den: Th, Pa, U, Np och Pu. Smältpunkten på 1 173 °C är betydligt högre än för plutonium (639 °C) och europium (826 °C), men lägre än för curium (1 340 °C).
Americiummetall reagerar lätt med syre och löses upp i vattenhaltiga syror. Det mest stabila oxidationstillståndet för americium är +3. Kemin hos americium (III) har många likheter med kemin hos lantanid(III)-föreningar. Till exempel bildar trivalent americium olöslig fluorid, oxalat, jodat, hydroxid, fosfat och andra salter. Föreningar av americium i oxidationstillstånd 2, 4, 5, 6 och 7 har också studerats. Detta är det bredaste intervallet som har observerats med aktinidelement. Färgen på americiumföreningar i vattenlösning är som följer: Am3+ (gul-rödaktig), Am4+ (gul-rödaktig), AmVO2+; (gul), AmVIO2+2 (brun) och AmVIIO5−6 (mörkgrön). Absorptionsspektra har skarpa toppar på grund av f-f-övergångar i de synliga och nära infraröda regionerna. Vanligtvis har Am(III) absorptionsmaxima vid ca 504 och 811 nm, Am(V) vid ca 514 och 715 nm och Am(VI) vid ca 666 och 992 nm.

## Biologiska aspekter
Americium är ett konstgjort element av sent ursprung och fyller således inget biologiskt behov. Det är skadligt för levande organismer. Det har föreslagits att använda bakterier för avlägsnande av americium och andra tungmetaller från vattendrag. Således fäller Enterobacteriaceae av släktet Citrobacter ut americiumjoner från vattenhaltiga lösningar och binder dem till ett metallfosfatkomplex vid deras cellväggar. Flera studier har rapporterats om biosorption och bioackumulering av americium av bakterier och svampar.

## Fission
Isotopen 242mAm (halveringstid 141 år) har de största tvärsnitten för absorption av termiska neutroner (5 700 barn), som resulterar i en liten kritisk massa för en självunderhållande kärnkedjereaktion. Den kritiska massan för en sfär av 242mAm är cirka 9–14 kg (osäkerheten beror på otillräcklig kunskap om dess materialegenskaper). Den kan sänkas till 3-5 kg med en metallreflektor och bör bli ännu mindre med en vattenreflektor. En så liten kritisk massa är gynnsam för bärbara kärnvapen, men inga sådana baserade på 242mAm är ännu kända, förmodligen på grund av dess knapphet och höga pris. De kritiska massorna av två andra lättillgängliga isotoper, 241Am och 243Am, är relativt höga – 57,6 till 75,6 kg för 241Am och 209 kg för 243Am. Knapphet och högt pris hindrar användningen av americium som kärnbränsle i kärnreaktorer.
Det finns förslag om mycket kompakta 10 kW högflödesreaktorer som använder så lite som 20 gram 242mAm. Sådana lågeffektreaktorer skulle vara relativt säkra att använda som neutronkällor för strålbehandling på sjukhus.